# Steffen Siepmann
Steffen „Sippi“ Siepmann (* 16. September 1986 in Neustadt am Rübenberge) ist ein deutscher Dartspieler. 2020–2021 war er im Besitz einer Tour Card der PDC. Des Weiteren ist er zweifacher Deutscher Meister (2012, 2017) im E-Dart des Deutschen Dart Sport Verband e.V.

## PDC
Bereits 2011 nahm Siepmann erstmals an vier auf dem europäischen Festland ausgetragenen Players Championships teil, war dort aber ebenso wenig erfolgreich wie bei seiner ersten Teilnahme an einer Qualifikation für die European Darts Tour bei den German Darts Championship 2015.
Seit 2017 nimmt er regelmäßig an den Qualifikationen der European Tour teil und erreichte dabei mehrmals das Hauptfeld. Sein bestes Ergebnis erreichte er bei den German Darts Masters 2017, als er mit Siegen über Andrew Gilding und Joe Cullen die dritte Runde erreichte.
Nach zwei erfolglosen Teilnahmen an der Q-School 2018 und 2019 konnte er sich 2020 in Hildesheim im Finale des vierten Tagesturniers gegen Wesley Harms mit 5:3 durchsetzen. Somit ist er in den Saisons 2020 und 2021 für die PDC Pro Tour spielberechtigt.
Bei den UK Open 2020, seinem ersten PDC-Major-Turnier, konnte Siepmann bis in die dritte Runde vordringen, wo er dann Harry Ward unterlag. Für die Super League Darts 2020 erhielt er eine Wildcard, erreichte in seiner Vorrundengruppe Platz 2, verlor dann jedoch das Viertelfinale mit 6:8 gegen Dragutin Horvat.
Auf der Tour konnte Siepmann kaum Erfolge erringen. Auch bei den UK Open 2021 verlor er in seinem ersten Spiel gegen David Evans und gab am Ende der Saison seine Tourkarte wieder ab. Die Q-School 2022 begann für Siepmann erst in der Final Stage. Er gewann seine Tour Card jedoch nicht zurück. Er nahm daraufhin an zwei Challenge Tour-Wochenenden teil, bei denen er 700 Pfund einspielte.
2023 ging Siepmann erneut bei der Q-School an den Start. Über die Rangliste gelang ihm dabei die Qualifikation für die Final Stage, in der er jedoch keinen Punkt für die Rangliste erspielen konnte.
Somit nahm Siepmann auch an der Q-School 2024 wieder teil, spielte dabei jedoch nur den ersten Tag ohne tatsächlich eine Tour Card erspielen zu wollen.